# أندي إيفانز
أندي إيفانز (بالإنجليزية: Andy Evans)‏ (25 نوفمبر 1975 بآبريستويث في المملكة المتحدة - ) هو لاعب كرة قدم بريطاني في مركز الهجوم. شارك مع منتخب ويلز تحت 21 سنة لكرة القدم. أما مع النوادي، فقد لعب مع كارديف سيتي ونادي آبريستويث تاون ونادي بارنسلي ونادي تشستر سيتي ونادي ميرثير تيدفيل ‏ وفريكلي أثلتيك ‏ وأوست تاون ‏ وWakefield F.C. ‏ وBelper Town F.C. ‏ ونادي ستاليبريدج سيلتيك ونادي مانسفيلد تاون ونادي بورثمادوغ وإيكستون تاون ‏ وCarmarthen Town A.F.C. ‏.